# William Lyne Wilson
William Lyne Wilson (Charles Town, 3 maggio 1843 – Lexington, 17 ottobre 1903) è stato un politico e avvocato statunitense.

## Biografia
Fu il trentasettesimo direttore generale delle poste degli Stati Uniti sotto il presidente degli Stati Uniti Grover Cleveland (ventiquattresimo presidente, al tempo del secondo mandato).
Studiò alla Charles Town Academy, poi al Columbian College (chiamato in seguito George Washington University) terminandolo nel 1860 e successivamente all'università della Virginia a Charlottesville. Durante gli eventi della Guerra di secessione americana, decise di unirsi alle Forze armate degli Stati Confederati d'America (12º reggimento della cavalleria della Virginia). Alla sua morte il corpo venne seppellito all'Edgehill Cemetery, Charles Town, sua città natale.